# Нова Ружанка (гміна Кентшин)
Нова Ружанка (пол. Nowa Różanka, нім. Neu Rosenthal) — село в Польщі, у гміні Кентшин Кентшинського повіту Вармінсько-Мазурського воєводства.
Населення — 298 осіб (2011).
У 1975-1998 роках село належало до Ольштинського воєводства.

## Демографія
Демографічна структура станом на 31 березня 2011 року:
|          | Загалом | Допрацездатний вік | Працездатний вік | Постпрацездатний вік |
| -------- | ------- | ------------------ | ---------------- | -------------------- |
| Чоловіки | 152     | 37                 | 103              | 12                   |
| Жінки    | 146     | 32                 | 82               | 32                   |
| Разом    | 298     | 69                 | 185              | 44                   |